# Jeunesse sportive rugby Béjaïa
 (mai 2025).
Motif : Aucune source secondaire centrée sur le sujet
- Archive Wikiwix
- Bing
- Cairn
- DuckDuckGo
- E. Universalis
- Gallica
- Google
- G. Books
- G. News
- G. Scholar
- Persée
- Qwant
- (zh) Baidu
- (ru) Yandex
- (wd) trouver des œuvres sur Wikidata

| 1. | Préciser le motif de la pose du bandeau. | Précisez le motif de la pose du bandeau en utilisant la syntaxe suivante : {{admissibilité à vérifier\|date=mai 2025\|motif=remplacez ce texte par le motif}}                                       |
| 2. | Informer les utilisateurs concernés.     | Pensez à avertir le créateur de l'article, par exemple, en insérant le code ci-dessous sur sa page de discussion : {{subst:avertissement admissibilité à vérifier\|Jeunesse sportive rugby Béjaïa}} |

Le Rugby Béjaïa School, couramment abrégé en R.B.S est un club de rugby à XV algérien situé à Béjaïa.

## Histoire
Le club est créé en 2008, sous le nom de rugby Béjaïa club puis disparaît en 2011. Il réapparaît en 2016 sous le nom de Rugby Béjaïa School.